# Museu Palmah
El Museu Palmah (hebreu: מוזיאון הפלמ"ח) és un museu situat a Ramat Aviv, Israel, dedicat al Palmah, la força d'atac de l'organització clandestina Haganà, anterior a la creació de l'Estat d'Israel, que posteriorment es va integrar a les Forces de Defensa d'Israel.
Inaugurat el 2000, aquest museu recorda l'aportació del Palmah a la creació de l'Estat d'Israel. Va ser dissenyat pels arquitectes israelians Zvi Hecker i Rafi Segal.
El museu és una sèrie subterrània de càmeres d'experiències multimèdia, i el recorregut s'inicia amb un memorial per als caiguts.